# غاريك أولسون
غاريك أولسون (بالإنجليزية: Garrick Ohlsson)‏ هو ملحن وعازف بيانو أمريكي، ولد في 3 أبريل 1948 في نيويورك في الولايات المتحدة.

## وصلات خارجية
- الموقع الرسمي
- غاريك أولسون على موقع ميوزك برينز (الإنجليزية)
- غاريك أولسون على موقع أول ميوزيك (الإنجليزية)
- غاريك أولسون على موقع ديسكوغز (الإنجليزية)